# Museumsverband Thüringen
Der Museumsverband Thüringen mit Sitz in Erfurt vertritt die Interessen seiner persönlichen und institutionellen Mitglieder zur Erfüllung der Aufgaben, die einem Museum anhand der Qualitätsstandards und Empfehlungen des Internationalen Museumsrates (ICOM) und des Deutschen Museumsbundes gestellt werden auch gegenüber der Landesregierung Thüringen. Er wurde am 4. August 1990 in Jena gegründet.
Der Museumsverband Thüringen vereinigt 215 Museen im Freistaat Thüringen unter seinem Dach. Er gehört wiederum zum Deutschen Museumsbund.
Die Bestände der Museen des Museumsverbandes Thüringen werden schrittweise digitalisiert. Am 14. Oktober 2021 wurde in Erfurt für den Museumsverband Thüringen e. V. eigens ein Digitalbeirat gegründet.
Seit 1995 vergibt der Museumsverband Thüringen e. V. die Bernhard-von-Lindenau-Medaille zur Würdigung außerordentlicher Verdienste um das thüringische Museumswesen.